# 塞維索事件

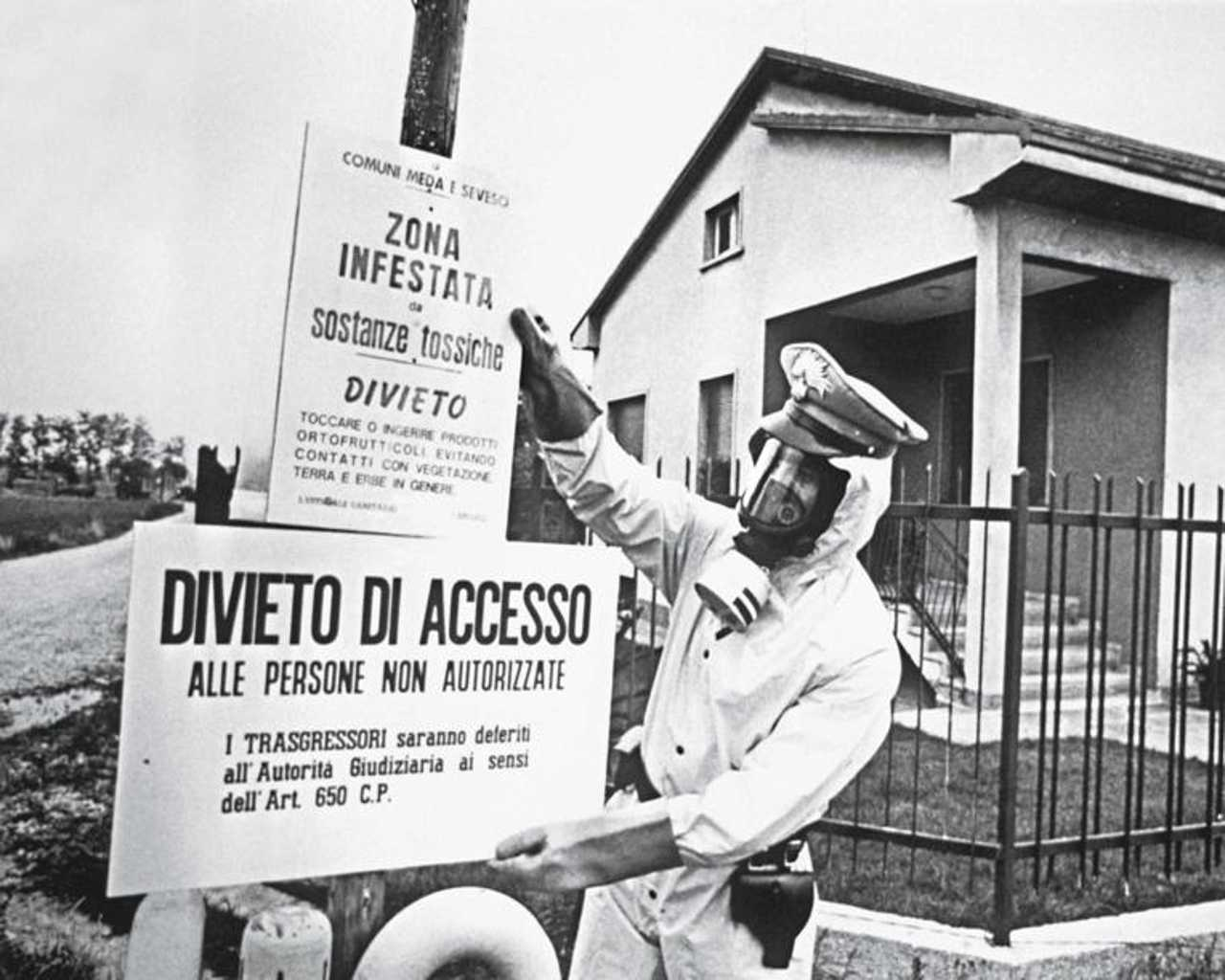
塞維索事件中，一名身著生化防護服的卡賓槍騎兵張貼警示牌，警告民眾有毒化學物質的存在

塞維索事件是1976年7月10日12時37分發生於意大利伦巴第大区米蘭北方約20公里的小型化學工廠的工業事故，為史上最嚴重的2,3,7,8-四氯雙苯-p-戴奧辛（TCDD）汙染事件。
1976年，塞維索一間化學工廠的三氯酚反應器因為冷卻水不足，使外側的蒸汽渦輪將反應器升溫至攝氏300度，導致反應失控，大量戴奧辛及其他有毒物洩出。附近土地受到嚴重污染，隨後大量動物死亡，居民也陸續發生各種病變。
該事件促進了相關科學研究及工業安全規範的制定，欧洲联盟的工業安全法規又被稱作塞維索II指令。

## 事故地點
塞維索事件以塞維索為名，為本次事件影響最嚴重的地區，1976年時人口約1.7萬人，其他受影響的城鎮包括梅达（1.9萬人）、代西奧（3.3萬人）、切萨诺马代尔诺（3.4萬人），而巴尔拉西纳（6千人）、博维西奥-马夏戈（1.1萬人）則受輕微影響。

## 直接影響
受戴奧辛影響地區依據地表土壤TCDD濃度由高至低分為區域A、B及R，其中區域A又分為7個區域，當地居民則被告知建議不要接觸或食用當地生產的水果或蔬菜。
- 區域A：TCDD土壤濃度大於50微克/立方公尺(µg/m²)，區域內居民736人。
- 區域B：TCDD土壤濃度介於5~50微克/立方公尺(µg/m²)，區域內居民4,700人。
- 區域R：TCDD土壤濃度小於5微克/立方公尺(µg/m²)，區域內居民31,800人。